# Unia Socjaldemokratyczna
Unia Socjaldemokratyczna (serb. Socijaldemokratska unija / Социјалдемократска унија, SDU) – serbska partia polityczna o profilu socjaldemokratycznym.
SDU założył Žarko Korać, który w 1996 odszedł z Obywatelskiego Sojuszu Serbii. Partia zaczęła głosić hasła prozachodniej orientacji i sprzeciwu wobec nacjonalizmu, opowiadając się za poszanowaniem praw człowieka dla wszystkich grup etnicznych. W 2000 unia współtworzyła szeroką koalicję pod nazwą Demokratyczna Opozycja Serbii, uzyskując cztery miejsca w Zgromadzeniu Narodowym. W nowo powołanym rządzie jej lider objął obowiązki wicepremiera. W 2002 SDU połączyła się z Socjaldemokracją, tworząc nowe ugrupowanie – Partię Socjaldemokratyczną. W 2003 na skutek wewnętrznych sporów Žarko Korać podjął decyzję o reaktywacji Unii Socjaldemokratycznej. W 2003 jako jedyny przedstawiciel SDU uzyskał mandat poselski z listy koalicji wyborczej skupionej wokół Partii Demokratycznej. W 2007, 2008 i 2012 unia współtworzyła sojusze wyborcze z Partią Liberalno-Demokratyczną, uzyskując każdorazowo po jednym miejscu w Zgromadzeniu Narodowym dla swojego przewodniczącego. W 2014 utraciła reprezentację parlamentarną, a Žarko Korać wkrótce opuścił tę formację. W 2020 na bazie SDU, która zakończyła wówczas swoją działalność, powstała Partija radikalne levice.